# Tom Forsyth
Thomas Forsyth (1949. január 23. – Glasgow, 2020. augusztus 14.) skót válogatott labdarúgó. 

## Pályafutása

### Klubcsapatban
1967 és 1972 között a Motherwellben játszott, 1972 és 1982 között a Rangers játékosa volt, melynek színeiben a skót bajnokságot három, a skót kupát négy alkalommal nyerte meg.

### A válogatottban
1971 és 1978 között 22 alkalommal szerepelt az skót válogatottban. Részt vett az 1978-as világbajnokságon. 

### Edzőként
1982 és 1983 között a Dunfermline Athletic csapatát irányította.
2020. augusztus 14-én otthonában hunyt el családi körben, 71 éves korában.

## Sikerei, díjai
Rangers FC
- Skót bajnok (3): 1974–75, 1975–76, 1977–78
- Skót kupa (4): 1972–73, 1975–76, 1977–78, 1980–81
- Skót ligakupa (2): 1975–76, 1977–78